# Giromágneses arány
A giromágneses arány mágneses nyomaték és a részecske sajátperdületének (impulzusmomentumának) aránya a nem nulla spinű részecskék körében. Jele γ, mértékegysége radián per Tesla per secundum (rad⋅s−1⋅T−1). A proton giromágneses aránya: g = 2,675*108 T−1⋅s−1.